# Selezione maschile di calcio del Tibet
La Selezione di calcio del Tibet non è riconosciuta a livello internazionale. Rappresenta la popolazione del Tibet, molta della quale vive fuori dalla propria nazione, rappresentata dal Governo tibetano in esilio.
Tibet non è membro né della FIFA né dell'AFC e non partecipa ai tornei internazionali, ma ha giocato alcune partite fin dal 2001, quando il giocatore danese Michael Nybrandt, con il supporto della produttrice danese Hummel International per gli abiti sportivi, organizzò una gara tra Tibet e Groenlandia, nonostante la richiesta della Cina alla Danimarca di cancellare la gara.
La peggior sconfitta venne registrata contro la selezione di calcio della Provenza per 22-0.
L'obiettivo dell'associazione è quella di essere riconosciuta a livello internazionale. Fin dal 2003 è membro della NF-Board, che organizza gare non ufficiali. Il Tibet ha preso parte alla FIFI Wild Cup 2006, ad Amburgo e alla ELF Cup 2006, a Cipro Nord.